# Santa Maria del Regno

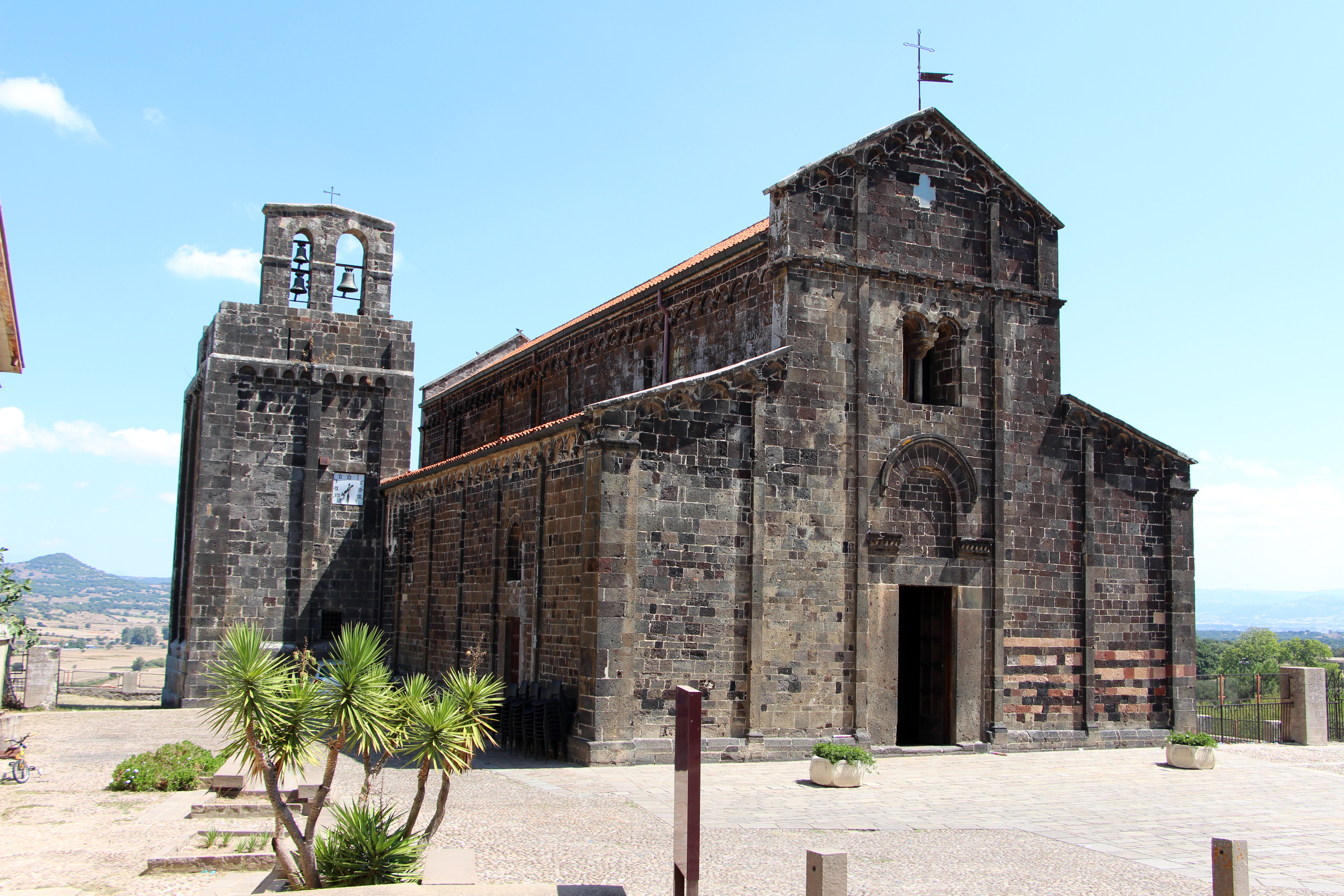
Chiesa di Santa Maria del Regno

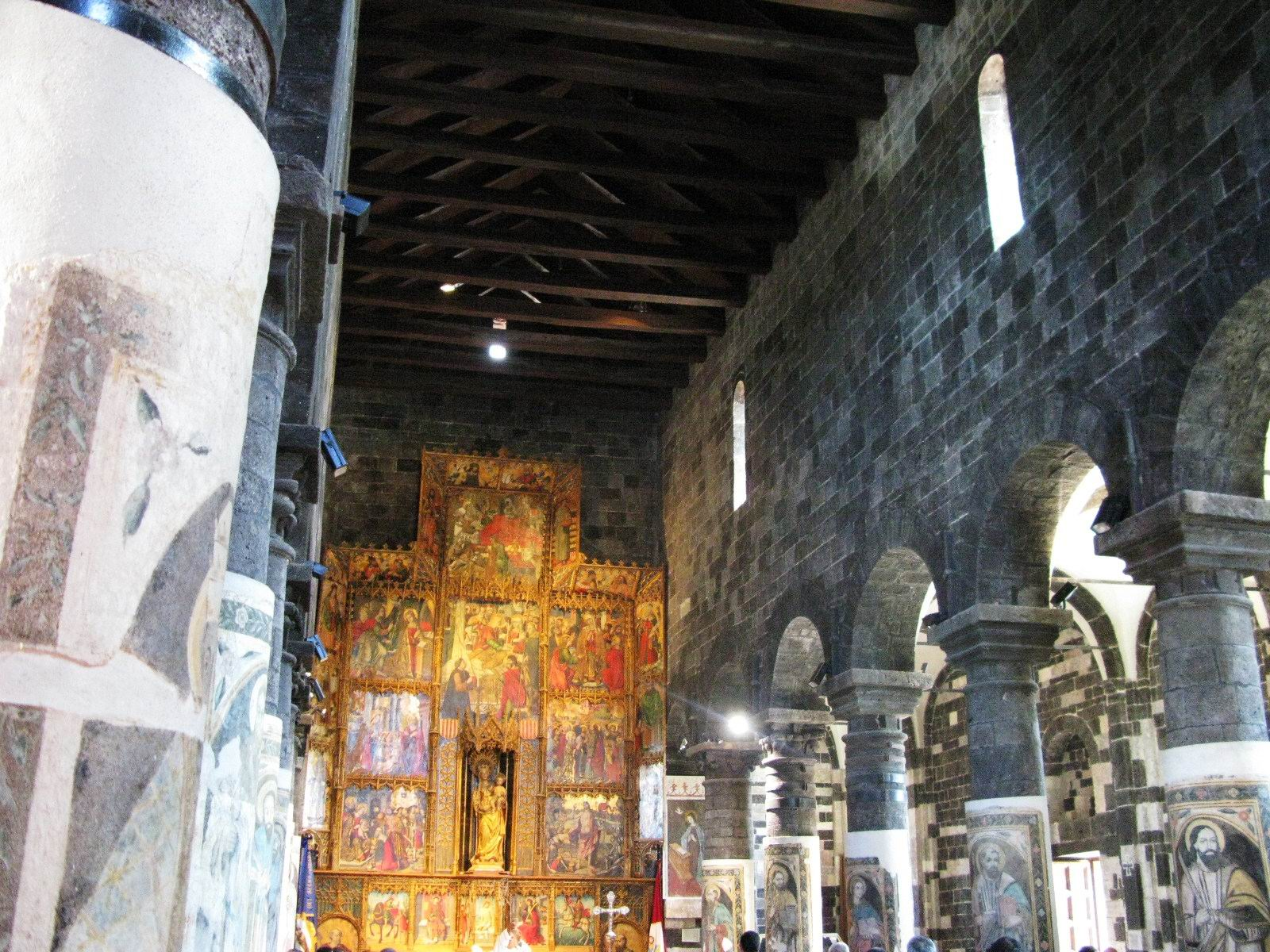
Das Innere mit dem Altarbild

Die romanische Kirche Santa Maria del Regno (der Schwarze Dom) in Ardara, im Logudoro in der Metropolitanstadt Sassari auf Sardinien, wurde im Jahre 1107 geweiht. Ihren Beinamen verdankt die Kirche dem dunklen rostfarbenen Trachytmauerwerk. Der Namensteil „del Regno“ verweist auf die Bedeutung der Kirche, als Palastkapelle für das Judikat Torres, dessen Residenz Ardara war. Hier heiratete im Jahr 1238 Enzio, der Sohn des Staufers Friedrich II., Adelasia (1219–1259), die Erbin der Judikate Torres und Gallura, weshalb er sich später König von Sardinien nannte.
Die Kirche ist deutlich das Werk eines einzigen, jedoch unbekannt gebliebenen Architekten, ein in der mittelalterlichen Baukunst seltener Fall. Der Baumeister war Vertreter der lombardischen Strömung innerhalb der pisanisch-toskanischen Schule des 11. Jahrhunderts. Lombardische Stilmerkmale, die Vorliebe für kräftige, in sich schlüssige, klare Formen bei Abneigung gegen einen sich in Details verzettelnden Stil, Kreuzgewölbe mit erhöhtem Scheitel und tief liegenden Gurtbögen, zurückhaltende Ausschmückung mit Majolikamedaillons, abgetreppten Gewänden und Blendbogenfriesen, sind auf Sardinien bereits von San Gavino in Porto Torres bekannt. Der Baumeister von Santa Maria del Regno unterwarf ihr konsequent die gesamte Gestaltung, während die „lombardische Manier“ in den toskanischen Kirchen lediglich der Ausschmückung diente. So entstand in Ardara die sardischste aller Kirchen auf der Insel.
Mit seinem kompakten, klotzigen Aussehen und der Zurückführung der meisten Details auf kubische Grundformen strahlt der Schwarze Dom Wuchtigkeit und Ernsthaftigkeit aus, die in dieser Massierung weit über die zeitgenössischen Vorbilder hinausgehen. Die optische und geometrische Komprimierung des Innenraums erfolgt durch die wuchtigen gemauerten Säulen (die Säulendurchmesser sind größer als die der Kapitelle) und die auffallend dicken Wände.
Die Verwandtschaft Santa Maria del Regnos mit pisanischen Vorbildern offenbart sich in den pisanischen Steinplatten als Abaken, der Gestaltung des Prospekts mit dem Zwillingsfenster, in den stark gestelzten Rundbögen über den Portalen und in den langen Blendbogenfriesen auf stark vorstehenden, zumeist einfach modellierten Kragsteinen. Das Gleiche gilt für die Rundbogenfenster an der Apsis und die eigenwillig gestalteten Rechteckfenster in den Schiffen (mit abgetreppten Lichtschrägen). Auf die in der Lombardei beliebten Majolikamedaillons verzichtete der Baumeister fast völlig, um die Wirkung der schwarzen Wände nicht zu stören.
Besondere Aufmerksamkeit verdienen im Innern die ungemein eleganten dreifachen Lisenen an den Außenmauern, in denen die Bogenlinien der Gurtbögen, Kreuzrippen und Blendarkaden zusammenfließen. Einige Kapitelle werden Vorbildern aus dem islamischen Spanien, etwa in der Moschee von Cordoba, zugeordnet. Die starke Persönlichkeit des Baumeisters von Ardara wird dadurch erkennbar, dass er der einzige Sarde war, der weitere Kirchenbauten auf der Insel (San Nicola di Trullas, 2. Bauphase von San Pietro und Santa Maria in Bonarcado und San Nicola in Ottana) und auf dem Festland beeinflusste (Rigoli bei Pisa und Diecimo bei Lucca).
Die Holzkanzel mit bemalten und vergoldeten Schnitzereien ist eines der schönsten Werke sardischer Künstler des 16. und 17. Jahrhunderts, die oft ältere Anregungen in volkstümlicher Weise interpretierten. Hier klingt ein byzantinischer Nachhall an, der besonders in den Henkelbechern mit Blütenranken und dem doppelköpfigen Adler, der das Madonnenbild einrahmt zum Ausdruck kommt. Das riesige Altarretabel von 1515, des sardisch-katalanischen Malers Giovanni Muru, das lange zu Restaurierungsarbeiten ausgelagert war, befindet sich wieder in der Kirche.